# Franz Joseph von Herz zu Herzfeld
Franz Joseph Herz, ab 1733 von Herz zu Herzfeld, (auch Herz in Herzfeld; * 1681 in Babenhausen; † 8. November 1739 in Salzburg) war ein deutscher Rechtswissenschaftler.

## Leben
Herz war Sohn eines Weinwirts, wurde am 1. Dezember 1699 als Begleiter eines Fugger für Philosophie an der Universität Salzburg immatrikuliert. Anschließend studierte er Rechtswissenschaften. Am 3. Dezember 1706 wurde er zum Lic. iur. graduiert und am 9. Februar 1707 salzburgischer Konsistorial- und Hofratsadvokat. Aber noch im selben Jahr wurde er von Fürsterzbischof Johann Ernst an seinen Hof als Hofratssekretär berufen.
Herz stieg in kurzer Zeit zum salzburgischen Hofrat auf. Im 16. März 1717 promovierte ihn die Salzburger Universität zum Dr. iur. utr. und ordentlicher Professor der Institutionen. 1722 wurde er solcher Pandekten, 1730 des deutschen Staatsrechtes sowie später zudem des Natur- und Völkerrechts. Am 4. Oktober 1729 erhielt er die Ernennung zum Wirklichen Geheimen Rat.
Herz wurde mit Diplom vom 10. August 1733 in den Reichsadelstand mit dem Prädikat von Herz zu Herzfeld (oder Herz in Herzfeld) erhoben.

## Werke (Auswahl)
- Magistratus Romano-Germanus Processu historico legali repraesentatus, Salzburg 1722.
- Beatus Civis, Ex Aggregatione Bonorum, Quae In Dominio Ejus Sunt, Mayr 1727.
- Elementa iurisprudentiae feudalis, Mayr, Salzburg 1728.
- Examen juris publici Romano-Germanici per generalia axiomata adornatum antehac in lucem datum Halae Magdeb. an. 1714, nunc pro praevia summorum capitum notitia hoc loco typis commissum, notis auctum et non nunquam monitis perstrictum, ad declinanda sequiora principia, Salzburg 1730.
- Historia Civilis De Quatuor Mundi Monarchiis Potissimum Vero De Quarta Augusto-Carolina Seu Romano-Germanica, Mayr, Salzburg 1734.